# نوهوبره‌های آفریقایی
نوهوبره‌های آفریقایی (نام علمی: Neotis) نام یک سرده از تیره هوبره‌ایان است.

## گونه‌ها
- هوبره هوگلین (Neotis heuglinii)
- هوبره لودویگ (Neotis ludwigii)
- هوبره نوبی (Neotis nuba)
- هوبره دنهم (Neotis denhami)